# Вик ауф дем Дарс
Вик ауф дем Дарс (њем. Wieck a. Darß) општина је у њемачкој савезној држави Мекленбург-Западна Померанија. Једно је од 64 општинска средишта округа Нордфорпомерн. Према процјени из 2010. у општини је живјело 745 становника. Посједује регионалну шифру (AGS) 13057091.

## Географски и демографски подаци
Вик ауф дем Дарс се налази у савезној држави Мекленбург-Западна Померанија у округу Нордфорпомерн. Општина се налази на надморској висини од 3 m. Површина општине износи 8,9 km². У самом мјесту је, према процјени из 2010. године, живјело 745 становника. Просјечна густина становништва износи 83 становника/km².